# Sarracenia charlesmoorei
Sarracenia charlesmoorei är en flugtrumpetväxtart som beskrevs av Mellich. Sarracenia charlesmoorei ingår i släktet flugtrumpeter, och familjen flugtrumpetväxter. Inga underarter finns listade i Catalogue of Life.